# Juan Carlos Gossaín
Juan Carlos Gossain Rognini (Cartagena de Indias, 15 de octubre de 1970) es un abogado y político colombiano de ascendencia libanesa e italiana. Fue gobernador del departamento de Bolívar desde el 1 de enero de 2012 hasta el 1 de enero de 2016.

## Formación Académica
Gossaín realizó sus estudios secundarios en el Colegio De La Salle (Cartagena), así mismo es abogado egresado de la Facultad de Derecho y Ciencias Políticas de la Universidad de Cartagena, con especialización en Derecho Comercial y Administrativo de la misma universidad. Adicionalmente, Gossaín estudió en Turbaco el Máster en Desarrollo y Cultura (Universidad Tecnológica de Bolívar).

## Vida personal
La familia Gossaín proviene de San Bernardo del Viento (Córdoba), aunque hace varias generaciones están radicados en Cartagena. Son una familia adinerada que hace parte de la política tradicional.  
Gossain es el menor de cinco hermanos (Moisés, Jorge, Angelina y Saide) y es el único que participa activamente en la vida política. Sus hermanos ocupan importantes cargos en el sector privado, específicamente en el bancario.
Gossaín tiene ancestros libaneses por parte de su padre, Marún Gossaín Jattin, político del Partido Liberal, senador y gobernador designado de Bolívar en el año 1984; así mismo tiene ancestros italianos por parte de su madre Ada Rognini.
Gossaín está casado con la empresaria monteriana Ana Elvira Gómez, y es el padrastro de los adolescentes Julián y Hernán Mejía Gómez.

## Trayectoria laboral
Gossaín empezó su actividad política desde joven trabajando con el grupo político del exalcalde Nicolás Curi, como asesor jurídico del Departamento Distrital de Salud con funciones jurídicas de respaldo al secretario de esa área. 
En 2002 fue nombrado secretario privado de la Alcaldía Mayor y unos meses después fue designado como secretario de Hacienda Pública del Distrito de Cartagena. 
Asimismo en 2006 fue nombrado Secretario General de la Alcaldía Mayor de Cartagena durante el último gobierno de Nicolás Curi, ese mismo año, cuando fue alcalde encargado. 
En 2009 Gossaín fue Secretario de Planeación del departamento de Bolívar, como parte del gabinete del gobernador interino, Jorge Mendoza Diago.
En el pasado también ha ocupado cargos en diferentes juntas directivas de entidades públicas como la Corporación Mixta de Turismo de Cartagena de Indias, Corvivienda, Aguas de Cartagena y Edurbe. Igualmente ha sido árbitro certificado por la Cámara de Comercio de Cartagena, director de la Escuela de Gobierno y Liderazgo de la Alcaldía Mayor de Cartagena, director del centro de proyectos de la Fundación Ciudad en Movimiento, profesor universitario y director de la revista de opinión Viceversa. En la actualidad Gossaín es el gobernador en propiedad del departamento de Bolívar, es su primer cargo de elección popular.

## Intento hacia la Alcaldía de Cartagena
En 2007 Gossaín decidió lanzarse como candidato a la Alcaldía de Cartagena por el Partido Colombia Democrática,
pero fue derrotado por un amplio margen por la candidata independiente Judith Pinedo Flórez, tras lo cual decidió alejarse de la vida política durante algunos meses para luego fundar la revista política Viceversa, cuyo principal fin era hacerle oposición a la administración de la alcaldesa Pinedo. A través de Viceversa Gossaín logró generar debate político e hizo veeduría a las decisiones que se tomaron desde la alcaldía.

## Gobernador de Bolívar
Juan Carlos Gossaín se presentó como candidato del Partido Liberal a la gobernación de Bolívar en las  Elecciones regionales de Colombia de 2011, en esta ocasión logró alzarse con el primer lugar, según información de la Registraduría Nacional del Estado Civil obtuvo el 43,54% de los votos válidos (273.629), mientras que la candidata por el Partido Social de Unidad Nacional, Rosario Ricardo Bray obtuvo el segundo lugar con el 36,54% (229.616). Tomó posesión del cargo el 1 de enero de 2012 en el Municipio de Arjona, su programa de gobierno se llama Bolívar nos necesita a todos.
Como legado de su gestión administrativa 2012-2016 se encuentra:
- El Centro Administrativo Departamental (Gobernación de Bolívar) en Turbaco
- El nuevo y optimizado Acueducto de El Carmen de Bolívar
- La pavimentación de la Transversal Montes de María y de la via Zambrano-Córdoba
- La recuperación del Centro Histórico de Mompox
- La puesta en marcha del Instituto de Cultura y Turismo de Bolívar (Icultur) con la creación del FestiJazz y el FestiMaría
- La gestión para la construcción del Puente Roncador en Magangué, entre otros.